# Vadfoss/Helle
Vadfoss/Helle este o localitate din comuna Kragerø, provincia Telemark, Norvegia, cu o suprafață de 1,36 km² și o populație de 1.596 locuitori (2013).